# Allure of the Seas
L’Allure of the Seas est un navire de croisière, le plus grand paquebot du monde jusqu'en 2016. Il appartient à la Royal Caribbean Cruise Line.
Il a été construit au chantier naval de Turku en Finlande (STX Europe, ex-Aker Yards). Son voyage inaugural a eu lieu le 30 octobre 2010.
Il a 4 sister ship : Harmony of the Seas, Oasis of the Seas, Symphony of the Seas et Wonder of the Seas.

## Caractéristiques du projet Genesis
Le projet appelé Project Genesis faisait état de navires de 220 000 tonneaux, 360 mètres de long, 47 mètres de large et 65 mètres de tirant d'air. Pouvant accueillir jusqu'à un maximum de 6 296 passagers et 2 165 membres d'équipage (soit un total d'environ 8 800 personnes), cela fit d'eux les plus grands paquebots au monde à leur lancement.
Ils disposent d'environ 2 700 cabines, 28 suites sur le pont le plus élevé et une suite spéciale de 156 mètres carrés agrémentée d'un balcon de 78 mètres carrés.
Ces navires sont constitués de 525 000 mètres carrés de tôle d'acier, 5 000 kilomètres de fil électrique, 90 000 mètres carrés de moquette et peuvent produire 4,1 millions de litres d'eau douce par jour (466 litres par personne et par jour).
Il est équipé de 3 moteurs de 16 cylindres et 3 autres de 12, produisant plus de 96 MW. Pour les manœuvres, le navire dispose de 4 propulseurs d'étrave développant chacun 7 500 ch, soit 22 MW au total. Les cheminées sont télescopiques afin de passer sous le Great Belt Bridge (65 mètres de tirant d'air au maximum), ce qui nécessite également le ballastage complet du navire ainsi qu'un transit à vitesse élevée afin de profiter de l'effet de squatting (sur-enfoncement de la carène due à la proximité du  fond, la vitesse importante et la largeur de la coque). La marge ainsi dégagée est à peu près de 90 cm.
Les installations sont : 21 piscines dont deux à vague, en réalité des simulateurs de surf, une fosse aquatique à profondeur variable jusqu'à 5,4 m, un spa, un parc contenant 12 175 plantes dont des arbres et bambous dont certains font plus de 7,3 m, 62 plants de vigne, deux murs d'escalade, une tyrolienne, un mini golf, un casino, des manèges, des boutiques, des restaurants et un bar ascenseur. On note également la présence d'une patinoire destinée aux spectacles sur glace.
Les eaux usées sont recyclées.
La consommation théorique de carburant est estimée à environ 3,7 l par 100 km par personne.
Le 27 décembre 2012, la presse se fait l'écho de l'annonce par STX France, de la commande d'un troisième bâtiment de ce type par la compagnie américaine Royal Caribbean International. Livrable mi-2016, ce paquebot a été construit aux Chantiers de l'Atlantique de Saint-Nazaire (STX France) et fait 362 m. Un quatrième bateau a été livré en avril 2018 et la construction du cinquième a démarré en octobre 2019. Ces deux dernières unités sont aussi construites par les Chantiers de l'Atlantique. Ces navires devraient comporter quelques évolutions par rapport aux deux précédents, notamment sur le plan de l'efficacité énergétique.